# Tours-sur-Meymont
 Tours-sur-Meymont  là một xã ở tỉnh Puy-de-Dôme trong vùng Auvergne-Rhône-Alpes miền trung nước Pháp.